# 高脊隆胎鳚
高脊隆胎鳚（學名：Emblemaria culmenis），為輻鰭魚綱鳚形目煙管鳚科隆胎鳚屬的一種，分布於中西大西洋委內瑞拉海域，深度可達64公尺，本魚體延長，頭短鈍，無刺，吻部有2條光滑的縱脊，兩眼之間後半部有一對明顯、凸起的骨脊，口腔頂部兩側各有1排13顆牙齒，眼上有1條觸鬚，鼻孔有短鬚，無側線、無鱗片，背鰭硬棘22枚、背鰭軟條15枚，臀鰭硬棘2枚、臀鰭軟條24枚，體青銅色，身體上有2排8條寬的棕色橫條，臉頰上有2條深色斜條紋，背鰭前部深色斜條紋，體長可達5.1公分，棲息在沙泥底質水域，通常躲在空的蠕蟲管中，以浮游動物為食，雌魚產附著性卵，由雄魚守護魚卵，生活習性不明。